# Olof Salmén
Kurt Olof Gunnar Salmén, född 16 januari 1927 i Saltvik, död 28 maj 2011, var en åländsk byggentreprenör och politiker (centerpartist, obunden).
Salmén var verkställande direktör för Saltviksbyggen 1962–1971 och för Ålands Bygg 1971–1984. Han var ledamot av Ålands lagting 1971–1975 och 1979–2003, landskapsstyrelseledamot 1980–1987 och vice lantråd och finansminister 1999–2001 (som obunden).
Inför valet 1999 lämnade Salmén Åländsk Center och gick över till partiet Obunden samling (i folkmun: De obundna). Som obunden finansminister var han en av de främsta orsakerna till att de obundna fick lämna regeringen 2001. Han återgick på senare till centerpartiet.
Olof Salmén var president för Nordiska rådet 1997. Han var en av åländsk politiks mest erfarna politiker både lokalt och på den nordiska arenan.